# Дурово (деревня, Дуровское сельское поселение)
 Ду́рово — деревня в Смоленской области России, в Сафоновском районе. Население — 474 жителя (2007 год).Расположена в центральной части области в 7 км к востоку от Сафонова и в 0,3 км к югу от автомагистрали М1 «Беларусь». В 2 км к югу от деревни одноимённая станция на железнодорожной линии Москва — Минск. Административный центр Дуровского сельского поселения.

## Экономика
Средняя школа. Производство нефтепродуктов (ООО «Промко»), магазины, АЗС, сельхозкооператив «Дурово».

## Транспорт
В деревне расположена одноимённая железнодорожная станция на линии Вязьма — Духовская, открытая в 1870 году.